# Kulturåret 1827

## Händelser
- 4 september – Åbo brand, som har ansetts vara den största stadsbrand någonsin i Norden. Branden förstörde omkring 2 500 byggnader, bibliotek med finska böcker från svenska tiden och stor del av Finska riksarkivets samlingar.
- okänt datum – Den första stora teaterstrejken, Det första Torsslowska grälet på Dramaten.
- okänt datum – Sophie Daguin balettmästare vid Kungliga Baletten.

## Nya verk
- Cromwell av Victor Hugo
- Pelham av Edward Bulwer-Lytton (svensk översättning 1834)
- Per Daniel Amadeus Atterbom avslutar sitt lyriska sagospel Lycksalighetens ö.

## Födda
- 19 januari – Emil Hünten (död 1902), tysk målare.
- 2 februari – Oswald Achenbach (död 1905), tysk landskapsmålare.
- 8 mars – Páll Ólafsson (död 1905), isländsk diktare.
- 2 april – William Holman Hunt (död 1910), brittisk målare.
- 1 maj – Agnes Börjesson (död 1900), svensk konstnär.
- 12 juni – Johanna Spyri (död 1901), schweizisk författare.
- 18 juli – Ludwig Theodor Choulant (död 1900), tysk arkitekt och konstnär.
- 20 augusti – Josef Strauss (död 1870,  österrikisk kompositör.
- 27 augusti – Charles de Coster (död 1879), belgisk författare.
- 5 september – Goffredo Mameli (död 1849), italiensk poet.
- 16 oktober – Arnold Böcklin (död 1901), tysk-schweizisk målare och bildhuggare.
- 17 november – Petko Slavejkov (död 1895), bulgarisk författare och politiker.
- 7 december – Teodoro Cottrau (död 1879), italiensk kompositör, textförfattare, publicist, journalist och politiker.

## Avlidna
- 26 mars – Ludwig van Beethoven (född 1770), tysk tonsättare.
- 27 juli – Fredrique Eleonore Baptiste, svensk pjäsförfattare.
- 29 juli – Johann Martin Usteri (född 1763), schweizisk tecknare och skald.
- 12 augusti – William Blake (född 1757), brittisk poet.
- 1 oktober – Wilhelm Müller (född 1794), tysk diktare.
- 10 oktober – Ugo Foscolo (född 1778), dramatiker.
- 18 november – Wilhelm Hauff (född 1802), poet och romanförfattare.